# متين يلدز
متين يلدز (بالتركية: Metin Yıldız)‏ هو لاعب كرة قدم تركي في مركز الوسط، ولد في 24 نوفمبر 1960 في سيواس في تركيا. شارك مع منتخب تركيا لكرة القدم. أما مع النوادي، فقد لعب مع غلطة سراي.

## وصلات خارجية
- متين يلدز على موقع اتحاد تركيا (لاعب) (الإنجليزية)
- متين يلدز على موقع اتحاد تركيا (مدرب) (الإنجليزية)
- متين يلدز على موقع قاعدة بيانات كرة القدم.إي يو (الإنجليزية)